# Ignacio López-Goñi
Ignacio López-Goñi  (Pamplona, 1962) es microbiólogo y divulgador científico español, doctor en Biología por la Universidad de Navarra. 

## Biografía
Fue postdoctoral del Instituto Nacional de Investigaciones Agrarias (INIA, Ministerio de Agricultura) en el Departamento de Biología Molecular y Celular de la Universidad de Berkeley (California) bajo la supervisión de J.B. Neilands, donde trabajó en el estudio molecular de sistemas de transporte de hierro en bacterias patógenas.  Amplió su formación posdoctoral en el Departamento de Microbiología Molecular e Inmunología de la Universidad de Columbia (Missouri) en Estados Unidos.
Es Catedrático de Microbiología en el Departamento de Microbiología y Parasitología de la Universidad de Navarra, donde imparte la docencia de las asignaturas de Microbiología y Virología. Durante 2005-2014 fue Decano de la Facultad de Ciencias de la Universidad de Navarra.
Desde 2018 es el director del Museo de Ciencias Universidad de Navarra.

### Investigación y divulgación
Su investigación se ha centrado en el estudio de los mecanismos moleculares y genéticos que controlan la virulencia de las bacterias patógenas, el desarrollo de nuevas vacunas contra la brucelosis y de nuevos métodos de diagnóstico y tipificación molecular de enfermedades infecciosas. Su investigación ha dado lugar al desarrollo y comercialización de kits comerciales de detección y tipificación de la bacteria Brucella (Ingene Bruce Ladder V, Ingenasa).
Ha participado como Investigador en varios proyectos nacionales y europeos y ha sido director de ocho tesis doctorales (una de ellas Premio SYVA 2010 a la mejor tesis en Sanidad Animal)
Presidente del grupo de Docencia y Difusión de la Microbiología de la Sociedad Española de Microbiología y miembro de la American Society for Microbiology.
Compagina su labor docente e investigadora con una intensa actividad de divulgación científica a través de blogs, redes sociales y cursos masivos en línea (MOOC). Es autor del blog “microBIO” calificado como uno de los veinticinco mejores blogs de virología del mundo, y del blog “El rincón de Pasteur” de la revista Investigación y Ciencia. Colabora con la plataforma de divulgación científica Naukas. Es promotor de cursos de ciencia vía Twitter #microMOOC, #microMOOCSEM, #EUROmicroMOOC y de los vídeos de ciencia #microBIOscope.
Es colaborador habitual de The Conversation. Uno de sus artículos, titulado "Diez buenas noticias sobre el coronavirus" ha sido el más leídos de la historia de The Conversation en todas sus ediciones, siendo republicado por 77 medios de todo el mundo tuvo casi veintidós millones de lecturas, de las que 6,5 han sido en español, 3,2 en francés, doce en inglés y 134. 000 en bahasa (indonesio)
Ha colaborado en diversos medios de comunicación. En la cadena SER Navarra, en el programa “A vivir Navarra” con la sección semanal “Los microbios desde el museo” y en Radio Euskadi, en los programas: Boulevard y La mecánica del caracol.
También ha colaborado en prensa escrita, a través de los diarios El Mundo y El País; y en televisión, en los programas: Saber Vivir y La aventura del saber de Televisión Española; y Teknopolis de Euskal Telebista.

## Obras
- Salud Global: La nueva estrategia frente a la amenaza medioambiental, Barcelona, Ediciones B, 2023, 1ª, 304 pp., ISBN: 9788466675284.[36]
- Preparados para la próxima pandemia, Barcelona, Planeta, 2020, 1ª, 158 pp., ISBN: 9788423358250.[37]
- Virus y pandemias, Córdoba, Gudalmazán, 2020, 1ª, 315 pp., ISBN: 9788417547240.[38]
- Princesas de cristal, con Ana López Recalde y Azucen Díaz, Córdoba, Almuzara, 2019, 1ª, 168 pp. ISBN: 9788417828165.[39][40]
- Microbiota: los microbios de tu organismo, Córdoba, Guadalmazán, 2018, 1ª, 270 pp., ISBN: 9788494778650.[41]
- Con Oihan Iturbide, ¿Funcionan las vacunas?, Next Door Publishers S.L., 2017, 1ª, 162 pp., ISBN: 978-8494666988.[42]
- Brucella: Molecular Microbiology and Genomics, Caister Academic Press, 2012, ISBN: 9781904455936.[43]
- Manual práctico de microbiología, Masson, S.A., 2005, 3ª edición, ISBN: 8445815199.[44]
- Brucella: Molecular and Cellular Biology, Horizon Bioscience, 2004, ISBN: 9781904933045.[45]

## Premios
- Premio Tesla de Divulgación Científica (2016)[46]
- Premio ASEBIO (Asociación Española de Empresas de Biotecnología) de Comunicación y Divulgación de la Biotecnología, en la Categoría prensa digital y nuevos medios (2017)[47]
- Premio Prismas (2018), al mejor libro editado por ¿Funcionan las vacunas? [48]
- Premio de Divulgación Científica Fundación Lilly-Apadrina la Ciencia (2021), otorgado por la Fundación Lilly y la asociación Apadrina la Ciencia.[49][50]
- Premio COSCE a la Difusión de la Ciencia (2021), otorgado por la Confederación de     Sociedades Científicas de España.[51][52]
- Premio CSIC-Fundación BBVA de Comunicación Científica (2021), en la categoría de científicos (compartido)[53][54]